# ألفارو نوفو
ألفارو نوفو (بالإسبانية: Álvaro Novo)‏ (16 مايو 1978 بقرطبة في إسبانيا - ) هو لاعب كرة قدم إسباني في مركز الوسط. لعب مع أتلتيكو مدريد وريال سوسيداد وريال مايوركا ب وريال مايوركا ونادي قرطبة وRCD Carabanchel ‏.

## وصلات خارجية
- ألفارو نوفو على موقع قاعدة بيانات كرة القدم.إي يو (الإنجليزية)
- ألفارو نوفو على موقع Soccerway.com (الإنجليزية)
- ألفارو نوفو على موقع عالم كرة القدم.نت (الإنجليزية)